# Tabernaemontana coriacea
Tabernaemontana coriacea é uma espécie de planta do gênero Tabernaemontana.  

## Taxonomia
A espécie foi descrita em 1819 por Johann Jacob Roemer e Josef August Schultes. 